# Splunk
Splunk est une entreprise multinationale américaine, basée à San Francisco, qui produit des logiciels de recherche, suivi et d'analyse de données machines (données de big data générées automatiquement par des machines) via une interface de style web.
Le produit Splunk collecte, indexe et met en corrélation des données en temps réel dans des archives recherchables, permettant de générer des graphiques, des rapports, des alertes, des tableaux de bord et des infographies,.
La mission de Splunk est de rendre les données générées par des machines compréhensibles de tous dans une même entreprise, en identifiant des tendances de données, en donnant des outils de mesure, en diagnostiquant les éventuels problèmes et en fournissant des informations relatives à l'activité commerciale de l'entreprise. Splunk est une technologie horizontale utilisée pour l'ALM, l'observabilité, la sécurité des données et la conformité, ainsi que pour l'analyse commerciale et web. Début 2016, Splunk enregistre 10 000 clients à travers le monde.
Le siège de Splunk est basé à San Francisco. L'entreprise compte également des bureaux régionaux en Europe, au Moyen-Orient, en Afrique, en Asie et en Australie.

## Histoire
Michael Baum, Rob Das et Erik Swan ont cofondé Splunk en 2003. Les sociétés de capital risque August Capital, Seven Rosen, Ignition Partners et JK&B Capital ont investi dans l'entreprise.
En 2007, Splunk a levé 40 millions de dollars ; l'entreprise est devenue rentable à partir de 2009. En 2012, est introduit en bourse, intégrant le NASDAQ sous le symbole SPLK.
En septembre 2013, l'entreprise fait l'acquisition de Bugsense, spécialisé dans l'analyse de données d'appareils mobiles. Bugsense propose « une plateforme d'analyse pour supports mobiles, utilisée par les développeurs pour améliorer les performances et la qualité de leurs applications. » Le service met à disposition un « kit de développement » permettant aux développeurs d'accéder aux analyses de données provenant d'appareils mobiles, depuis une plateforme cloud adaptable. Le montant de l'acquisition n'a pas été communiqué.
En juillet 2015, Splunk acquiert Caspida, une startup de sécurité informatique, pour 190 millions de dollars.
En octobre 2015, Splunk a noué une « alliance de cybersécurité » avec Booz Allen Hamilton, prestataire de services de sécurité informatique pour le gouvernement américain, pour mettre au point une technologie combinant détection des cyber menaces et analyse des données.
En 2016, Splunk s'est engagé à donner l'équivalent de 100 millions de dollars de logiciels et d'accompagnement à des associations à but non lucratif et à des écoles sur une période de 10 ans.
D'après Glassdoor, Splunk est la quatrième entreprise qui paye le mieux ses employés aux États-Unis, en avril 2017.
En octobre 2017, Splunk acquiert un certain nombre de technologies, brevets et actifs de propriété intellectuel de son concurrent plus petit, Rocana.
En août 2019, Splunk annonce l'acquisition de SignalFx, une entreprise de logiciel spécialisée dans le cloud, pour 1,05 milliard de dollars.
Le 21 septembre 2023, Splunk est racheté par Cisco Systems pour 28 milliards de dollars,.

## Produits
L'offre principale de Splunk collecte et analyse d'importants volumes de données générées par des machines. Elle utilise une API standard permettant une connexion directe du service vers les applications et les appareils. Ce produit répond aux demandes de cadres et managers non techniques ayant besoin de rapports de données compréhensibles et facilement actionnables,.
Splunk Enterprise Security (ES) est une solution de sécurité de l'information et de gestion des événements (SIEM) offrant un aperçu global des données générées à partir de technologies de sécurité comme les réseaux, leurs extrémités, leurs points d'accès, les malwares, les vulnérabilités système et les renseignements d'identité. C'est une application premium, dont la licence fonctionne indépendamment du service principal de Splunk.
En 2011, Splunk a lancé Splunk Storm, une version basée dans le cloud du produit principal Splunk. Splunk Storm proposait un service clé en main de gestion et d'hébergement de données machines. En 2013, Splunk a annoncé que Splunk Storm deviendrait un service entièrement gratuit, étendant son offre cloud avec Splunk Cloud. En 2015, Splunk a mis fin à Splunk Storm.
En 2013, Splunk annonce le lancement d'un produit appelé Hunk: Splunk Analytics for Hadoop, qui supporte l'accès, la recherche et le suivi de jeux de données externes localisées sur Hadoop depuis l'interface Splunk.
En 2015, Splunk annonce une version plus légère de son produit principal Splunk, destiné aux environnements techniques plus modestes et aux petites et moyennes entreprises, solution aujourd'hui abandonnée. Splunk lance Splunk IT Service Intelligence (ITSI) en septembre 2015. ITSI s'appuie sur les données venant de Splunk pour offrir une meilleure visibilité des performances techniques. Les logiciels d'analyse peuvent détecter les comportements anormaux et en déterminer les causes ainsi que les secteurs concernés.
En 2016, Google a annoncé que sa plateforme cloud intégrera Splunk, notamment dans les champs des opérations IT, de la sécurité et de la conformité. L'entreprise a également annoncé des capacités de machine learning pour certains de ses principaux produits,.
En 2017, Splunk présente Splunk Insights for Ransomware, un outil d'analyse pour évaluer et enquêter sur de potentielles menaces en traitant les journaux d'événements de différentes sources. Le logiciel concerne d'abord les petites et moyennes entreprises, comme les universités,. L'entreprise a également lancé Splunk Insights for AWS Cloud Monitoring, un service facilitant les entreprises à migrer vers le cloud d'Amazon Web Services.
Splunk a obtenu différentes certifications, comme la certification Common Criteria (ISO 15408) qui démontre d’un très haut niveau de sécurité. Cette solution est d’ailleurs utilisée par des agences gouvernementales telles que la NSA.

## Splunkbase

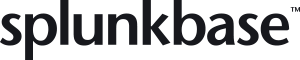
Logo de Splunkbase.

Splunkbase est une communauté hébergée par Splunk, où les utilisateurs peuvent trouver des applications et des add-ons pour Splunk leur permettant d'améliorer la fonctionnalité et les possibilités d'action de Splunk, et où ils peuvent également fournir, via une interface simple et intuitive, des cas d'utilisation spécifiques et/ou les produits des fournisseurs.
Les intégrations sur Splunkbase comprennent l'application Splunk pour New Relic, le module étendu de ForeScout pour Splunk, et l'application de Splunk pour AWS.

## Logiciels similaires
- AppDynamics
- Axway (Systar) OmniVision
- BMC TrueSight
- CA Opscenter
- Dynatrace
- ELK (Elasticsearch, Logstash et Kibana)
- Graylog2
- Hadoop
- Microfocus ArcSight
- Microfocus Operations Bridge
- IBM QRadar
- IBM Tivoli
- Intel Security (McAfee) SEM
- LogLogic
- Prelude SIEM
- RSA Security Analytics
- SAS
- SumoLogic